# Estrella de tipus tardana
En classificació estel·lar, un estel de tipus tardà o estrella de tipus tardana és un estel de classe K o classe M. Els estels de tipus tardà poden ser de baixa massa, si són de la seqüència principal o més massius que el Sol si són estels gegants o supergegants.
El terme s'encunyà a principis del segle 20, quan es creia que els estels començaven la seva història com a estels primerencs de classe O, classe B o classe A, i posteriorment es refredarien fins a ser estels de tipus tardà.